# Джефферсон (округ, Западная Виргиния)
Округ Джефферсон (англ. Jefferson County) располагается в США, штате Западная Виргиния. По состоянию на 2010 год, численность населения составляла 54 504 человека. Был образован 8 января 1801 года. Получил своё название по имени третьего президента США Томаса Джефферсона.

## География
По данным Бюро переписи США, общая площадь округа равняется 550 км², из которых 540 км² суша и 5,2 км² или 1,0 % это водоемы.

### Соседние округа
- Вашингтон (Мэриленд) — север
- Лаудон (Виргиния) — восток
- Кларк (Виргиния) — юго-запад
- Беркли (Западная Виргиния) — северо-запад

## Демография
По данным переписи населения 2000 года в округе проживает 42 190 жителей в составе 16 165 домашних хозяйств и 11 315 семей. Плотность населения составляет 78 человек на км². На территории округа насчитывается 17 623 жилых строений, при плотности застройки 32 строений на км². Расовый состав населения: белые — 91,02 %, афроамериканцы — 6,09 %, коренные американцы (индейцы) — 0,60 %, азиаты — 0,28 %, гавайцы — 0,04 %, представители других рас — 0,60 %, представители двух или более рас — 1,37 %. Испаноязычные составляли 1,74 % населения.
В составе 31,90 % из общего числа домашних хозяйств проживают дети в возрасте до 18 лет, 55,90 % домашних хозяйств представляют собой супружеские пары проживающие вместе, 10,00 % домашних хозяйств представляют собой одиноких женщин без супруга, 30,00 % домашних хозяйств не имеют отношения к семьям, 23,20 % домашних хозяйств состоят из одного человека, 8,50 % домашних хозяйств состоят из престарелых (65 лет и старше), проживающих в одиночестве. Средний размер домашнего хозяйства составляет 2,54 человека, и средний размер семьи 2,99 человека.
Возрастной состав округа: 23,90 % моложе 18 лет, 10,00 % от 18 до 24, 29,90 % от 25 до 44, 25,10 % от 45 до 64 и 11,20 % от 65 и старше. Средний возраст жителя округа 40 лет. На каждые 100 женщин приходится 97,90 мужчин. На каждые 100 женщин старше 18 лет приходится 95,40 мужчин.
Средний доход на домохозяйство в округе составлял 44 374 USD, на семью — 51 351 USD. Среднестатистический заработок мужчины был 35 235 USD против 26 531 USD для женщины. Доход на душу населения составлял 20 441 USD. Около 7,20 % семей и 10,30 % общего населения находились ниже черты бедности, в том числе — 11,40 % молодежи (тех кому ещё не исполнилось 18 лет) и 9,40 % тех кому было уже больше 65 лет.